# Caribbella
Caribbella is een geslacht van kreeftachtigen uit de klasse van de Ostracoda (mosselkreeftjes).

## Soorten
- Caribbella geisteri Bold, 1988 †
- Caribbella puseyi Teeter, 1975
- Caribbella yoni (Puri, 1960) Bold, 1977